# Lijst van Romeinse bouwwerken in België
Deze lijst van Romeinse bouwwerken in België tracht alle bouwwerken door de Romeinen in België te vermelden.

## Tempels
- Tempel van Mars in Orolaunum
- Tempelcomplex in Atuatuca Tungrorum
- Tempel in Matagne-la-Grande in de streek van de Viroin

## Villa's
Gallo-Romeinse villa's of villae waren in deze tijd meestal grote agrarische bedrijven met een stenen landhuis (villa rustica) of - in enkele gevallen - landhuizen zonder boerderijgedeelte vlak bij steden (villa urbana).
- rond Atuatuca Tungrorum (= Tongeren) (ook enkele van het urbana-type)
- de villa rustica te Treignes
- de villa rustica in Basse-Wavre, stad Waver, met hypocaustum onder de voornaamste woonvertrekken
- resten van een villa in Wilsele
- resten van een villa rustica in Jette
- Gallo-Romeinse villa van Nadrin

Onder de Flavische dynastie (periode 69 na Chr. - 96 na Chr.) werden grote gebouwen opgetrokken te Anthée, Mettet en Rognée.

## Basilicae
Een basilica was een gebouw voor handel en rechtspraak.
- Basilica in Orolaunum, (de huidige stad Aarlen)
- resten van Romeinse basilica uit begin 4de eeuw zijn te bezoeken onder de basiliek van Tongeren.

## Thermen
- Thermen (thermae) in Orolaunum
- Thermen in Treignes
- Resten van Romeinse badhuis zijn te bezoeken onder de basiliek van Tongeren.

## Forten
- De forten (castella) aan de grenzen lagen gemiddeld om de 6,5 kilometer van elkaar.

Voor de locaties zie Limes (o.a. Kessel-Lo, Kessel (Nijlen)).
- Fort van Samson aan de Maas, nabij de huidige stad Namen in België.
- Fort te Velzeke, nabij Zottegem
- Fort van Aalter
- Castelle van Oudenburg

## Tumuli
- Drie Tommen (Tienen-Grimde)
- Tumulus van Glimes
- Tumulus bij Mal (Tongeren)
- Twee tumuli bij Koninksem (Tongeren): Paardsweidestraat en Romeinse Kassei
- Tumulus bij Waudrez

## Infrastructuur
- Wegen: zie Romeinse wegen in België

## Andere
- Pliniusfontein in Atuatuca Tungrorum
- Aquaduct (tegenwoordig Beukenberg) in Tongeren
- Romeinse omwallingen uit de 2e en 4e eeuw na Chr. in Tongeren